# Корну (комуна)
Корну (рум. Cornu) — комуна у повіті Прахова в Румунії. До складу комуни входять такі села (дані про населення за 2002 рік):
- Валя-Опрій
- Корну-де-Жос (3385 осіб) — адміністративний центр комуни
- Корну-де-Сус (1087 осіб)

Комуна розташована на відстані 85 км на північ від Бухареста, 35 км на північний захід від Плоєшті, 56 км на південь від Брашова.

## Населення
За даними перепису населення 2002 року у комуні проживали 4472 особи.
Національний склад населення комуни:
| Національність | Кількість осіб | Відсоток |
| -------------- | -------------- | -------- |
| румуни         | 4461           | 99,8%    |
| цигани         | 9              | 0,2%     |
| угорці         | 1              | < 0,1%   |

Рідною мовою назвали:
| Мова      | Кількість осіб | Відсоток |
| --------- | -------------- | -------- |
| румунська | 4471           | > 99,9%  |

Склад населення комуни за віросповіданням:
| Релігія        | Кількість осіб | Відсоток |
| -------------- | -------------- | -------- |
| православні    | 4445           | 99,4%    |
| адвентисти     | 12             | 0,3%     |
| п'ятдесятники  | 9              | 0,2%     |
| римо-католики  | 5              | 0,1%     |
| греко-католики | 1              | < 0,1%   |